# Anagennisi Derinia
Anagennisi Derinia (gr. Αναγέννηση Δερύνειας) – cypryjski klub piłkarski z siedzibą w mieście Derinia w pobliżu Famagusty.

## Historia
Chronologia nazw:
- 1920—1955: Omonia Derinia
- od 1955: Anagennisi Derinia

Klub został założony 1 grudnia 1920 roku jako towarzystwo kulturalne z inicjatywy innowacyjnego nauczyciela Eleftheriou Iakovou Montaniou oraz innych mieszkańców. Na początku nazywała się Omonia i głównym celem statutowym była edukacja analfabetów w czytaniu ze zrozumieniem literackich książek, gazet i telegramów z wiadomościami ze świata oraz zainteresowanie teatrem i sportem. W 1955 roku Brytyjczycy zamknęli towarzystwo, ale po kilku miesiącach klub został reaktywowany z obecną nazwą Anagennisi Derinia i sekcjami sportowymi (piłka nożna, siatkówka oraz inne). Najpierw uczestniczył w rozgrywkach lokalnych. W 1971 dołączył do Cypryjskiego Związku Piłki Nożnej i startował w trzeciej lidze cypryjskiej. W 1974 został zbudowany stadion oraz klub awansował do drugiej ligi. W sezonie 1987/88 debiutował w pierwszej lidze cypryjskiej, ale zajął 16. miejsce i spadł z powrotem do 2.ligi. Potem w sezonach 1996/97, 1997/98, 1999/2000, 2003/04 ponownie występował w pierwszej lidze mistrzostw Cypru. Po sezonie 2007/08 nawet spadł do trzeciej ligi. Dopiero po 2 latach w 2010 powrócił do drugiej ligi, w której zajął 4.miejsce w tabeli, a potem w turnieju play-off zdobył awans do A' Kategorii.

## Sukcesy
- Mistrzostwo Cypru:
  - 9.miejsce (1): 1997
- 2.liga Mistrzostw Cypru:
  - 1.miejsce (2): 1999, 2003
- Puchar Cypru:
  - ćwierćfinalista (2): 1990, 1998

## Stadion
Stadion Anagennisi w Derini może pomieścić 5,800 widzów.